# من خبر رع سنب الأول
من خبر رع سنب الأول كان مسؤولًا بارزًا في عهد الملكين تحتمس الثالث وأمنحتب الثاني. وقد شغل منصب الكاهن الأكبر لآمون، وبالتالي كان أهم مسؤول ديني في عصره.

## الهوية
كان من خبر رع سنب ابن الكاهن الأكبر لآمون مين نخت (أو نخت مين). وعلى الأرجح، كما كانت العادة في مصر القديمة، ورث مناصبه ورتبه من والده. تزوج من خبر رع سنب من امرأة تُدعى تا ني إيونو (تُقرأ أيضًا تا إيونو). لا تُعرف تفاصيل أخرى عن عائلته.

## المنصب والمهنة
شغل من خبر رع سنب العديد من المناصب الرسمية الهامة، فقد كان عضوًا في النخبة، أميرًا وراثيًا، عمدة، حامل الخاتم الملكي، مشرفًا على مخازن غلال الملك، مشرفًا على الأراضي الأجنبية، عين بيت المال والكاهن الأكبر لآمون.
تُظهر نقوش مقبرته من خبر رع سنب في عدة مشاهد وهو يُشرف على وصول وفود من كريت، والحثيين، وسوريا. حيثُ جلب الزوار بضائع تجارية ثمينة مثل السجاد والحمير وغيرها من المواد.

## المقبرة
دُفن من خبر رع سنب الأول في طيبة، في المقبرة TT86. حتى وقت قريب، كان يُعتقد أن من خبر رع سنب كان مالكًا لمقبرتين، TT86 وTT112، ولكن تمكن عالم المصريات بيتر دورمان من الكشف عن تناقضات في الأنساب المتعلقة بعائلة من خبر رع سنب. كشفت نقوش مقبرة TT86 أن من خبر رع سنب كان له ابن شقيق يُدعى أيضًا من خبر رع سنب، لكنه كان متزوجًا من امرأة مختلفة تُدعى نبت تا. وبذلك، يبدو أن من خبر رع سنب الأول دُفن في TT86 ومن خبر رع سنب الثاني في TT112.

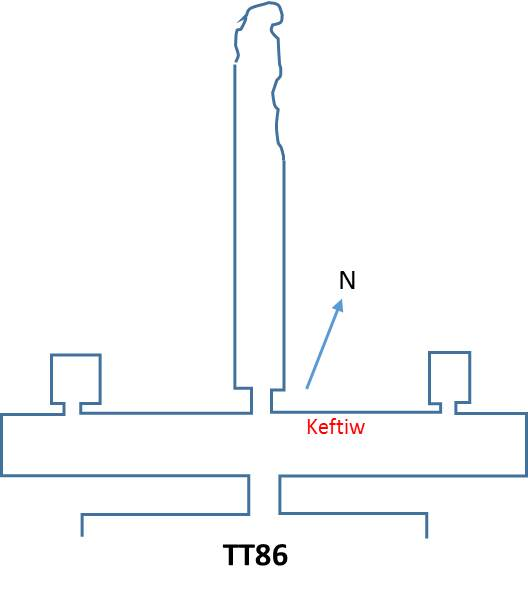
مخطط مقبرة TT86
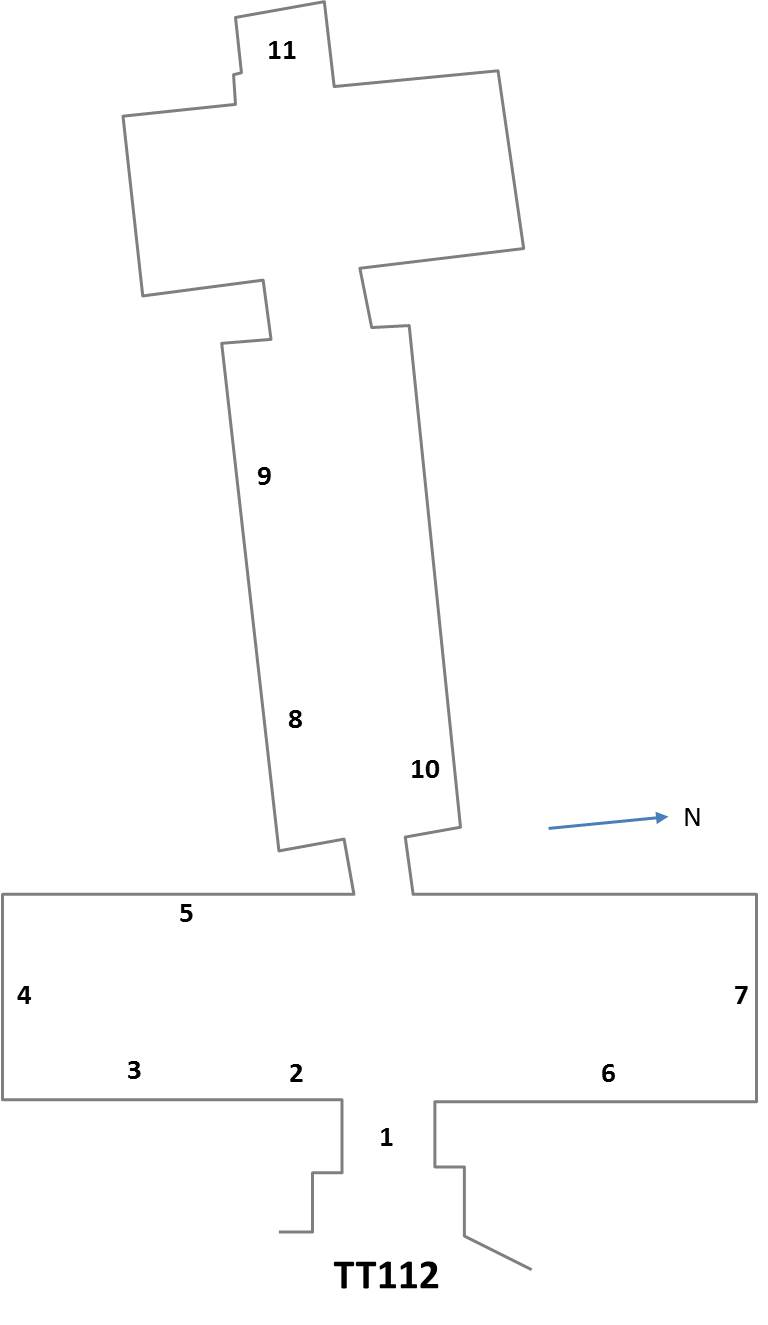
مخطط مقبرة TT112
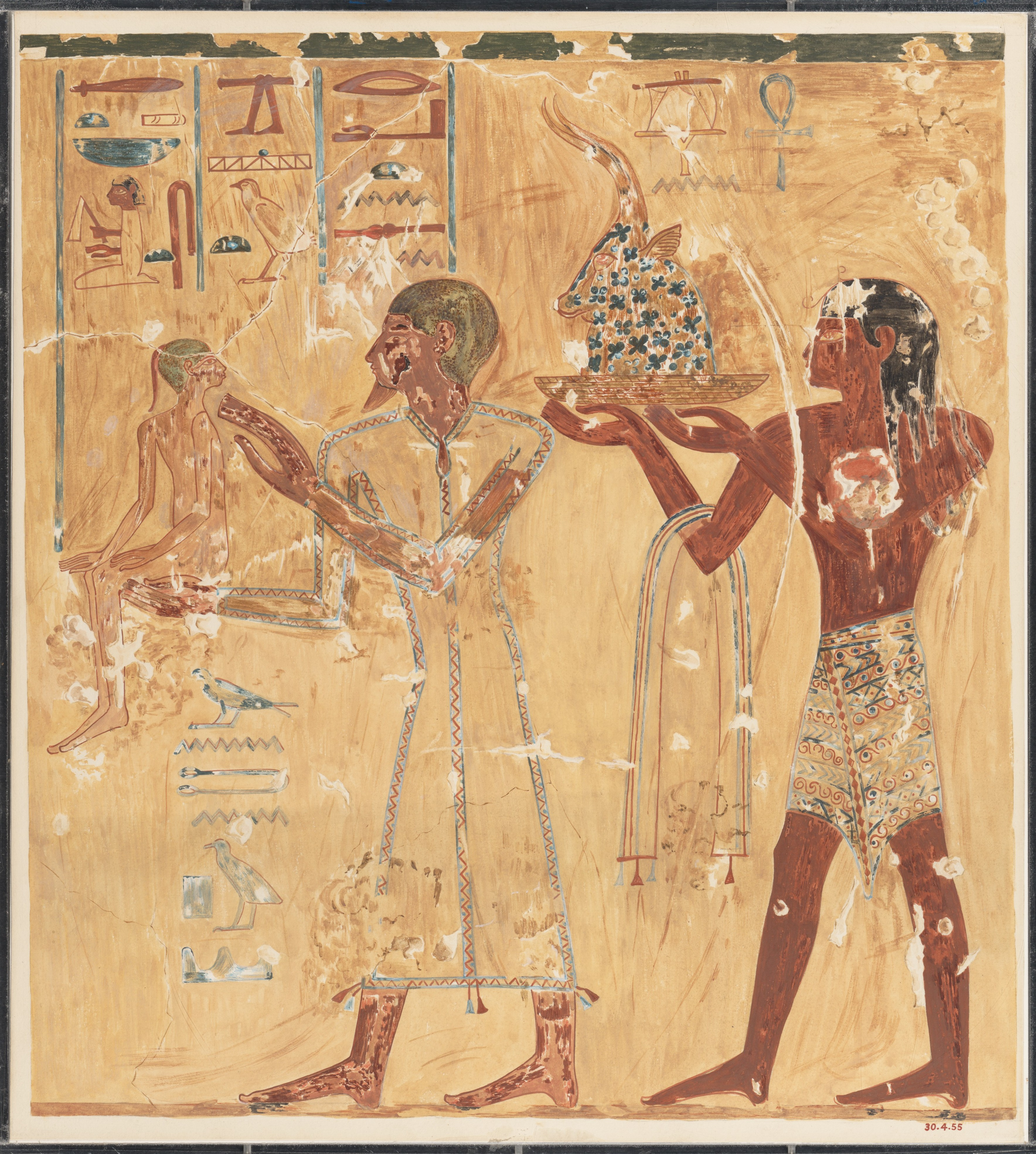
لوحة من TT86 تُصور وفودًا أجنبية تحمل جزية
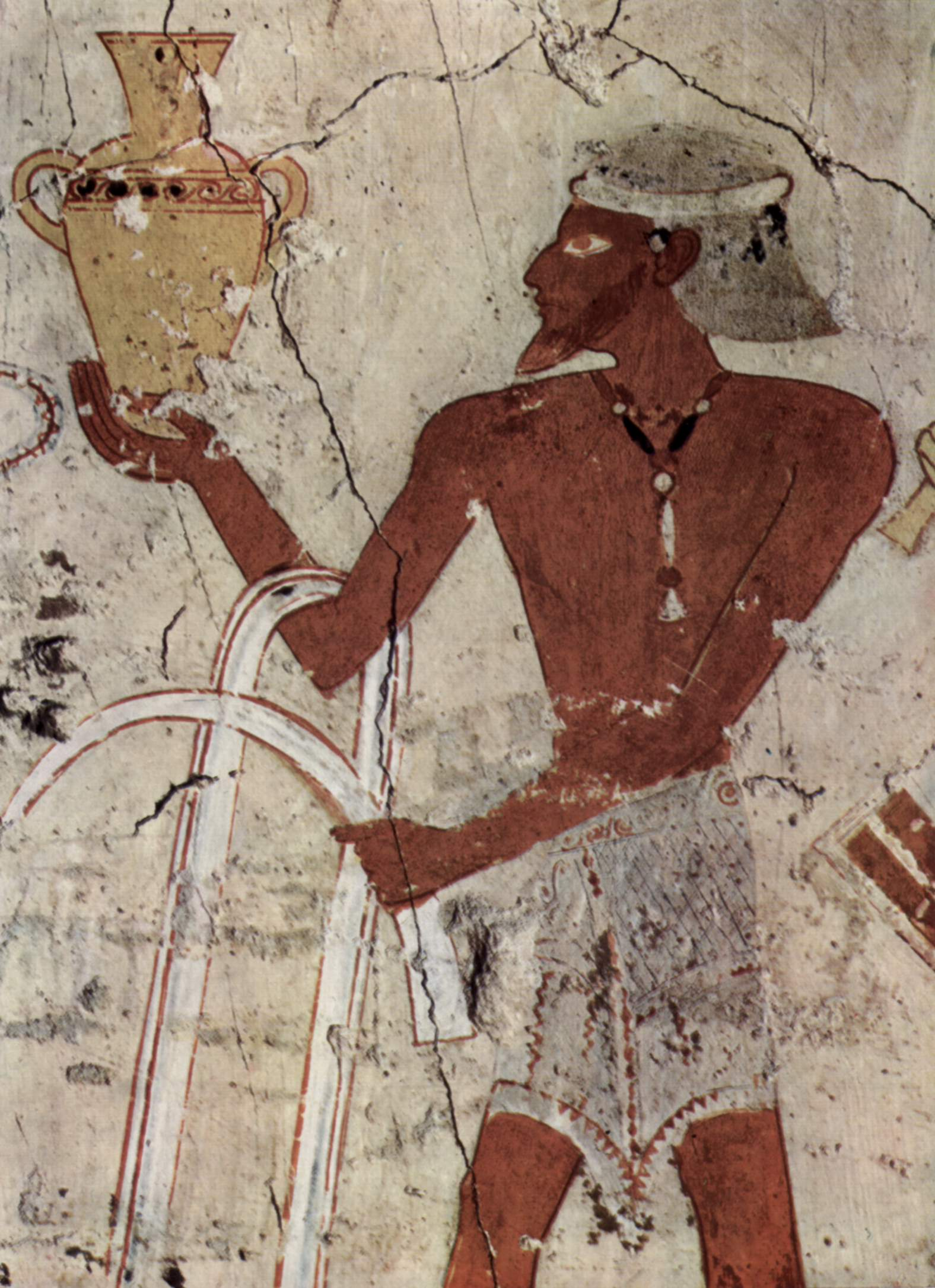
لوحة من TT86 تُظهر رجلاً أجنبيًا يحمل مزهرية
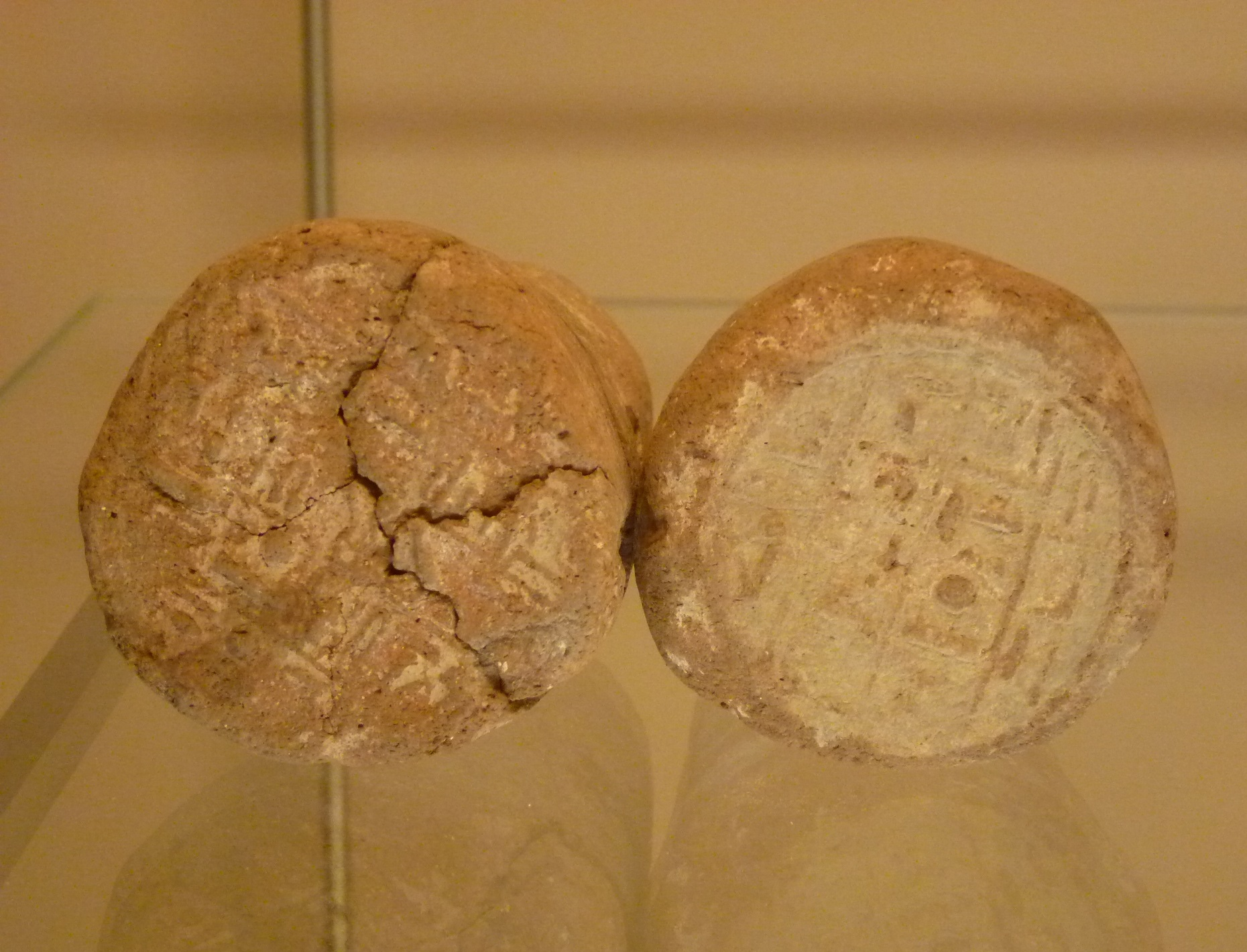
قواعد مخروط جنائزي لمن خبر رع سنب